# São Miguel do Gostoso
São Miguel do Gostoso là một đô thị thuộc bang Rio Grande do Norte, Brasil. Đô thị này có diện tích 342,445 km², dân số năm 2007 là 8878 người, mật độ 25,9 người/km².